# Dwayne Ambusley
Dwayne Ambusley (sinh ngày 10 tháng 8 năm 1980) là một cầu thủ bóng đá người Jamaica thi đấu cho Montego Bay United, ở vị trí tiền vệ.

## Sự nghiệp

### Câu lạc bộ
Ambusley từng thi đấu cho Rusea's High School, Legend FC, Mount Pelier và Montego Bay United. Ambusley also coached during his time at Montego Bay United 

### Quốc tế
Anh có màn ra mắt quốc tế cho Jamaica năm 2016.